# Miro (fribrottare)
Miroslav Barnyashev (bulgariska: Мирослав Барняшев), mer känd under sitt ringnamn Miro, född 25 december 1985, är en bulgarisk fribrottare. Han är signerad till All Elite Wrestling men är mest känd för sin tioåriga karriär i World Wrestling Entertainment, då under ringnamnet Rusev. Han är den hittills enda bulgariska brottaren som arbetat för WWE.
2010 skrev Barnyashev ett kontrakt med WWE och fick brottas i WWE:s farmarlag Florida Championship Wrestling och NXT. Under sin karriär i NXT brottades han under ringnamnet Alexander Rusev innan han började brottas i WWE:s huvuddel. Under sin tid där vann han tre mästerskap och ansågs som en av WWE:s mest underskattade fribrottare. I april 2020 blev han befriad från WWE och startade då en streamingkanal på Twitch innan han i september 2020 återgick till fribrottningen och gjorde debut i All Elite Wrestling. 

## Tidiga år
Barnyashev föddes den 25 december 1985 i Plovdiv. Under sin uppväxt gick han på en sportskola och han tävlade även i rodd, styrkelyftning och sambo som vuxen.

## Karriär
I mitten av 2000-talet flyttade Barnyashev från Bulgarien till USA med ambitionen att kunna bli en fribrottare. Han bodde först i Virginia men flyttade senare till Torrance där han tränade för att kunna bli fribrottare. Han hade, under ringnamnet Miroslav Makaraov, sin första brottningsmatch den 22 november 2008 för New Wave Pro Wrestling, ett fribrottningsförbund i San Diego, som han även vann. 2010 gick han med i fribrottningsförbundet Vendetta Pro Wrestling och kortade då sitt ringnamn till enbart Miroslav.

### Tiden i WWE
I september 2010 skrev Barnyashev ett kontrakt med World Wrestling Entertainment, mer känt som WWE och fick då brottas i WWE:s farmarlag, Florida Championship Wrestling där han tog ringnamnet Alexander Rusev. Hans första match som sändes på TV gick den 17 juli 2011, en match som han också vann. Kort efter fick han dock en främre korsbandsskada och tog en paus från FCW i sex månader.
I mars 2012 var han tillbaka på FCW men under sommaren 2012 bröt han sin nacke och fick återigen ta en paus från FCW. Medan han vilade flög han till Thailand för att studera thaiboxning. I augusti 2012 bytte WWE namn på FCW till NXT.
Efter att hans nacke hade läkt klart hade han sin första match i NXT efter sin paus den 30 maj 2013 för att avgöra utmanare nummer ett till NXT Championship som vanns av Bo Dallas. Han hade sin första singlesmatch den 21 augusti mot Dolph Ziggler, som han förlorade. Kort därefter gjorde han Sylvester Lefort till sin manager och skapade ett kortlivat fribrottningslag vid namn "The Fighting Legionnaires" tillsammans med Scott Dawson. Under avsnittet den 30 oktober avslutade Rusev sitt samarbete med Lefort genom att attackera honom under ett laganfall.
I matcherna som sändes innan Rusev gick vidare till huvuddelen av WWE vann han matcher över brottare i huvuddelen som Kofi Kingston, Xavier Woods och Sin Cara som sändes i NXT i januari och februari 2014. Rusev fortsatte uppträda i NXT efter hans debut i WWE:s huvuddel i april 2014 tills den 24 juli då han blev diskvalificerad under en match mot Adrian Neville.

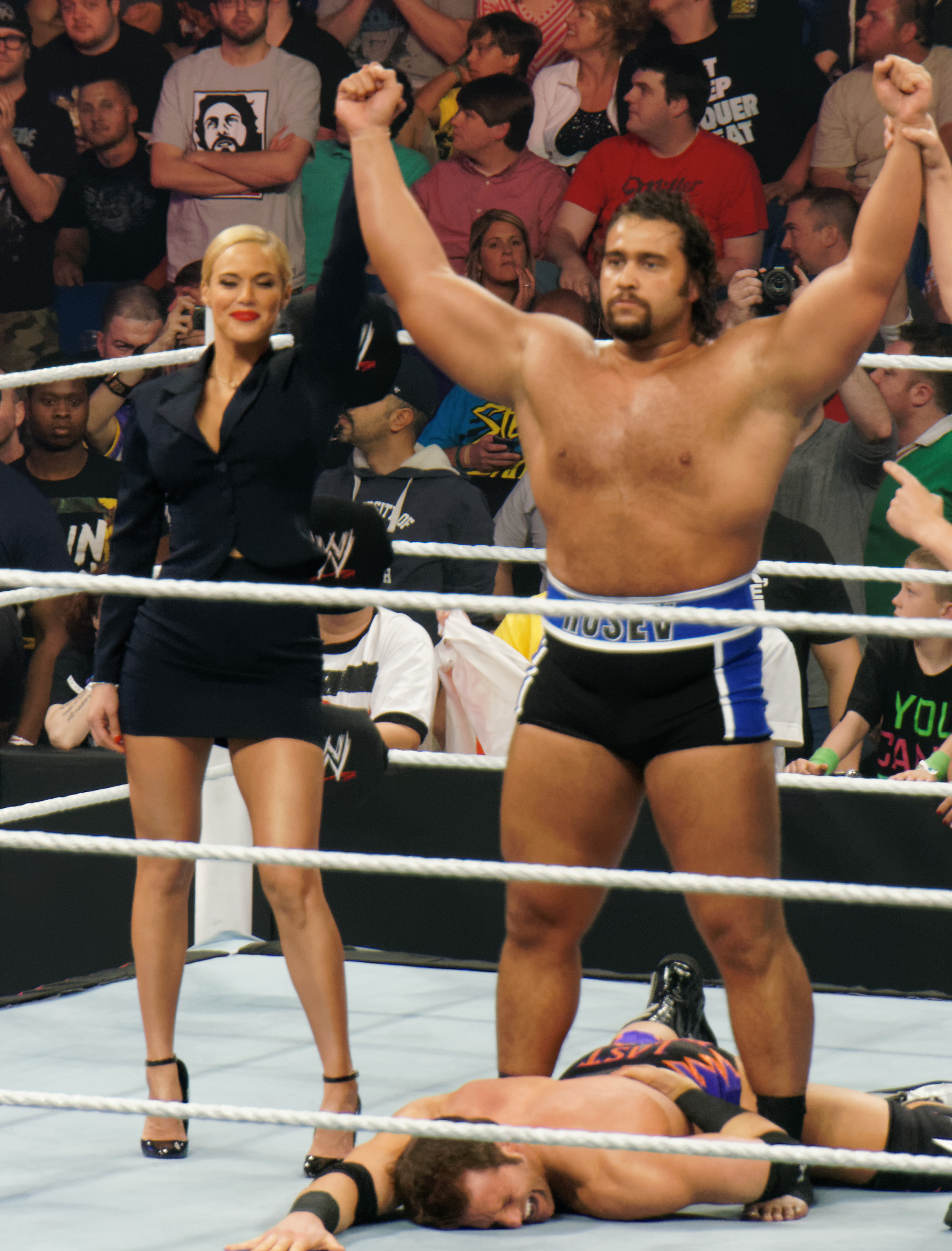
Rusev till höger som firar en vinst med sin manager Lana i april 2014.

Han gjorde sin debut i WWE:s huvuddel den 26 januari 2014 i matchen Royal Rumble. Han förlorade dock matchen mot fyra andra fribrottare. Efter månader med olika videoklipp med marknadsföring för sig själv och tal med sin manager Lana kom Rusev tillbaka till WWE den 7 april i ett avsnitt av Raw där han vann mot Zack Ryder. I maj samma år skapade han en ny russofilisk gimmick där han låtsades representera Ryssland och döpte sig själv till den "ryska federationens hjälte", något som skapade ilska i hans hemland Bulgarien. Samma månad kortade han även sitt ringnamn till enbart Rusev.

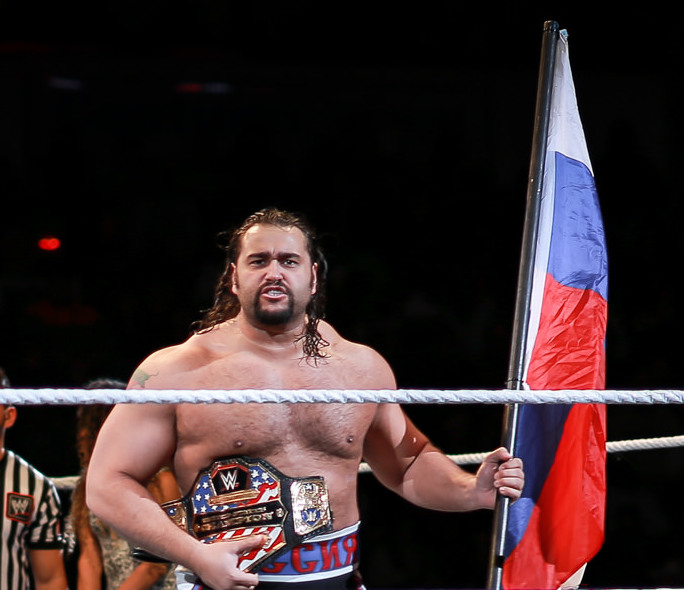
Rusev med United States Championship-bältet och Rysslands flagga i februari 2015.

Den 3 november 2014 vann han sitt första fribrottningsmästerskap och vann United States Championship mot Sheamus O'Shaunessy i en match och besegrade även honom i en returmatch genom countout. Rusev lyckades försvara sin titel efter matchen Fastlane den 22 februari 2015 mot John Cena men förlorade sin titel mot Cena i en returmatch vid Wrestlemania 31 vilket gjorde att hans 146 dagar i rad att erhålla titeln var över.
I maj 2016 lyckades han återigen vinna United States Championship genom att slå Kalisto i en match. Han vann återigen i en returmatch och blev konfronterad av Titus O'Neil som han också besegrade och lyckades därmed försvara titeln. Han behöll titeln tills i september 2016 i en match mot Roman Reigns som han förlorade. När han förlorade titeln hade han haft den i 126 dagar till det att han förlorade den. Rusev hade en returmatch i pay-per-view-matchen Hell in a Cell som han inte vann och fick därmed inte tillbaka titeln.
Den 11 april 2017 flyttades Rusev till Smackdown, en av WWE:s märken. I avsnittet den 25 april sa han att han inte tänkte göra en debut i Smackdown om han inte fick en match vid pay-per-view-matchen Money at the Bank den 18 juni. Han fick inte sin önskan men i avsnittet den 4 juli fick han brottas mot John Cena i en flaggmatch, en match som han förlorade.
Efter att ha misslyckats med att vinna United States Championship från Shinsuke Nakamura vid matchen Crown Jewel den 2 november 2018 lyckades han återta titeln för tredje gången den 25 december 2018 i ett avsnitt av Smackdown Live, men Nakamura återtog sin titel den 27 januari 2019 i matchen Royal Rumble. Två dagar senare hade han en match mot Ron Killings som nyss vunnit titeln från Nakamura men Killings lyckades försvara sin titel. Efter matchen attackerade Nakamura Killings, varav Rusev hjälpte till och Nakamura och Rusev bildade då ett lag. Rusev och Nakamara förlorade dock mot laget The New Day i matchen Fastlane den 10 mars 2019.
Den 17 februari 2020 brottades Rusev i ett lag med Humberto Carrillo där de förlorade mot Bobby Lashley och Angel Garza, som var hans sista match i WWE. 15 april samma år blev han befriad från sitt kontrakt hos WWE på grund av låg budget till följd av coronaviruspandemin 2019–2021.

### Karriär i All Elite Wrestling
Barnyashev, numera under namnet Miro, debuterade i All Elite Wrestling den 9 september 2020 och avslöjades då vara Kip Sabians best man för hans kommande bröllop. Den 23 september samma år hade han sin första match i ringen där han och Sabian brottades mot Joey Janela och Sonny Kiss och den 4 november hade han sin första singlesmatch mot Trent Beretta som han vann.
Den 12 maj 2021 besegrade Miro Darby Allin och vann därmed titeln AEW TNT Championship. Han hade en match mot Dante Martin den 28 maj men försvarade titeln.

## Privatliv
Barnyashev gifte sig med sin manager, fribrottaren Catherine Perry, mer känd som Lana, den 29 juli 2016. De bor i Nashville i Tennessee.
Barnyashev blev en naturaliserad amerikansk medborgare den 27 september 2019.